# Potorous gilbertii
Il potoroo di Gilbert (Potorous gilbertii Gould, 1841) è un marsupiale australiano criticamente minacciato. Vive in una ristretta area della costa sud-occidentale dell'Australia Occidentale.
Il nome di questo animale commemora il naturalista ed esploratore inglese John Gilbert.
Il potoroo di Gilbert, ritenuto presumibilmente estinto per 120 anni, venne riscoperto nel 1994 nella Riserva Naturale di Two Peoples Bay . Allo scopo di proteggere la popolazione rimanente, tre potoroo (un maschio e due femmine) sono stati trasferiti nell'agosto 2005 sull'Isola di Bald, dove i predatori sono assenti. Da allora a questi si sono aggiunti altri quattro esemplari con il proposito di costituire una colonia riproduttiva.